# Szilágykorond
Szilágykorond (románul Corund) falu Romániában Szatmár megyében.

## Fekvése
Szilágycsehtől 23 km-re nyugatra fekszik, Bogdándhoz tartozik, melytől 4 km-re nyugatra van.

## Nevének eredete
Neve kerekerdő-t (korong) jelent.

## Története
Szilágykorond (Korond) nevét egy 1383-as határjáráskor említették először. Nagy település lehetett, mivel az idők során itt Kis-, Nagy-, Oláh-, Tóth- és Felsőkorond is említve volt.
1423-ban Tothkorond, 1466-ban Toth-Korond, Felső-Korond, Korond alakokban, 1487-ben Koronth, 1543-ban Nagh Korond, 1547-ben Olah korond, 1550-ben Kis-Korond, 1564-ben Nagykorond, 1569-ben Kyskorond volt említve.
Korond falut Mária magyar királynő adta Jakcsi mester György, István, András, Dénes és Dávid nevű fiainak.
1423-ban Zsigmond király beiktató parancsára a váradi káptalan Kusalyi Jakcs György fiait iktatta be Magyar-Korond és Tótkorond birtokába.
1487-ben Kusalyi Jakcs László részbirtokát elzálogosította Bélteki Drágfi Bertalannak.
1543-ban végzett összeíráskor Nagy korond birtokosai Jakcsi Mihály, Jakcsi István és Pázmány Péter birtoka volt.
1549–1551 között Kys gorond birtokosa Sarmasági Mihály.
1559 és 1571 táján, János Zsigmond idejében Korond unitárius vallású, tiszta magyar helység volt.
1569-ben Sarmasági Jánosé volt, kitől 1570-ben gyermekei örökölték.
Korond birtokot 1579 körül Báthory István lengyel király Wesselényi Ferenc-nek adományozta érdemei jutalmául, Hadad várának többi tartozékával együtt. 
Kövesdi Sarmasági Zsigmond 1601-i végrendeletében mostoha fiainak, Jósika Zsigmondnak és Gábornak hagyta a birtokot.
1647-ben I. Rákóczi György fejedelem Gyerőmonostori Kemény Jánosnak és nejének, Sarmasági Annának adományozta.
1668-ban Kemény János birtoka volt, majd Wesselényi István (1619–1656) özvegye, Lónyay Anna Hadadi Wesselényi Pálnak adta.
1797-ben Wesselényi Farkas a fő birtokosa.
1847-ben 296 lakosa volt, melyből 4 római katolikus, 277 görögkatolikus, 15 református.
1890-ben 419 lakosából 49 magyar, 1 német, 369 oláh. Római katolikus ebből 6, görögkatolikus 369, református 25, izraelita 20. A házak száma 80.
Az 1900-as évek elején Jezer nevű határrészében fakadó ásványvíz forrást említettek, melyet a lakosság köszvény ellen sikerrel használt.
1910-ben 483, többségben román lakosa volt, jelentős magyar kisebbséggel. A trianoni békeszerződésig Szilágy vármegye Szilágycsehi járásához tartozott.

## Nevezetességei
- 1723-ban épült fatemplom, 1798-ból származó falfestményekkel, melyek a bűnös lelkekre váró pokolbéli szenvedéseket ábrázolják. Anyakönyvük 1824-ben kezdődik.